# Shorty the Pimp
Short Dog's in the House — четвертий студійний альбом американського репера Too Short, виданий лейблом Jive Records 14 липня 1992 р. Виконавчий продюсер: Тед Боганон. Платівку названо на честь однойменного фільму 1973 р., в якому головним героєм є сутенер Шорті. Перший альбомний трек містить семпл з головної теми стрічки.
Реліз дебютував на 6-ій сходинці чарту Billboard 200 з результатом у 82 тис. проданих копій за перший тиждень. RIAA надала альбому платиновий статус.

## Список пісень
| #   | Назва                                                          | Тривалість |
| --- | -------------------------------------------------------------- | ---------- |
| 1.  | «Intro: Shorty the Pimp»                                       | 0:42       |
| 2.  | «In the Trunk»                                                 | 5:49       |
| 3.  | «I Ain't Nothin' but a Dog»                                    | 4:49       |
| 4.  | «Hoes»                                                         | 6:22       |
| 5.  | «No Love from Oakland»                                         | 8:25       |
| 6.  | «I Want to Be Free (That's the Truth)»                         | 5:48       |
| 7.  | «Hoochie» (з участю D'wayne Wiggins)                           | 4:19       |
| 8.  | «Step Daddy»                                                   | 4:22       |
| 9.  | «It Don't Stop»                                                | 4:21       |
| 10. | «So You Want to Be a Gangster»                                 | 4:04       |
| 11. | «Something to Ride To» (з участю Ant Banks, Pooh-Man та Goldy) | 11:57      |
| 12. | «Extra Dangerous Thanks»                                       | 4:19       |

## Семпли
- «Ain't Nothing but a Dog»
  - «Slow Dance» у вик. Стенлі Кларка
- «It Don't Stop»
  - «Pack It Up» у вик. Ohio Players
- «I Want to Be Free (That's the Truth)»
  - «House of Rising Funk» у вик. Afrique
  - «I Want to Be Free» у вик. Ohio Players
- «No Love from Oakland»
  - «The Night of the Thumpasorus Peoples» у вик. Parliament
- «Step Daddy»
  - «Agony of Defeet» у вик. Parliament
- «In the Trunk»
  - «I'm Gonna Love You Just a Little More Baby» у вик. Баррі Вайта

## Чартові позиції

### Альбому
| Чарт                      | Найвища позиція |
| ------------------------- | --------------- |
| США                       | 6               |
| US Top R&B/Hip-Hop Albums | 11              |

### Синглів
«I Want to Be Free»
| Чарт                                | Найвища позиція |
| ----------------------------------- | --------------- |
| US Hot Rap Singles                  | 5               |
| US Hot R&B/Hip-Hop Singles & Tracks | 41              |

«In the Trunk»
| Чарт               | Найвища позиція |
| ------------------ | --------------- |
| US Hot Rap Singles | 23              |